# Adamo di Kilconquhar
Adamo di Kilconquhar (probabilmente Kilconquhar, ... – Acri, 1271) è stato un nobile scozzese del XIII secolo. Originario del Fife, è famoso per essere stato il primo marito di Marjorie, Contessa di Carrick e per aver partecipato alle crociate con Luigi IX di Francia.

## Contesto storico
Le prove a disposizione dimostrano che Adamo faceva parte del Clan Mac Duibh. Era probabilmente figlio di Donnchadh di Kilconquhar, figlio di Adamo (figlio di Donnchadh I), che appare frequentemente quale testimone sui documenti del priorato della cattedrale di Sant'Andrea come Adam frater comitis, ovvero fratello di Donnchad II. È probabile che la madre di Adamo facesse parte del clan Comyn. Suo fratello Guglielmo di Kilconquhar fu chiamato 'Comyn' nella sua lettera papale di nomina a vescovo di Brechin.
Kilconquhar si trova nel sud-est del Fife, ed era la sede delle proprietà di famiglia. Il sistema feudale che si evolse nel XII e XIII secolo era complicato, infatti Kilconquhar apparteneva all'Arcivescovo di St.Andrew, che a sua volta l'aveva ottenuta dal conte.

## Matrimonio e crociata
Adamo sembra aver riscosso i favori del re scozzese Alessandro III, e sposò Marjorie di Carrick (fra il 1253 e il 1256-poco prima del 9 novembre 1292) figlia ed erede di Niall, conte di Carrick. Poté utilizzare il titolo di conte presente nel nome della moglie, ma è difficile che abbia governato qualcosa di più importante della provincia, dato che il conte Niall aveva lasciato il posto di capo clan (ceann cineil) al nipote Lachlan. Nonostante non abbiano avuto figli maschi a cui lasciare la contea di Kilconquhar (che andò ai Bruce), la loro figlia fu madre di uno dei compagni d'armi di Robert Bruce, Thomas Randolph (I conte di Moray).
Morì ad Acri nel 1271, mentre partecipava ad una crociata. Secondo quanto scritto nel Chronicle di Giovanni di Fordun, combatté nell'ottava crociata. Fece parte di uno dei piccoli contingenti che attaccarono Tunisi nel 1270, dove morì il suo parente David I Strathbogie. Adamo sopravvisse, e si ritirò col resto della truppa a passare l'inverno in Sicilia. La primavera seguente il manipolo si unì all'esercito di Edoardo I e si spostò ad Acri, dove Adamo morì di malattia.